# Diacria quadridentata
Diacria quadridentata is een slakkensoort uit de familie van de Cavoliniidae. De wetenschappelijke naam van de soort is voor het eerst geldig gepubliceerd in 1821 door Blainville.